# Farfantepenaeus subtilis
Farfantepenaeus subtilis (synoniem: Penaeus subtilis) is een tienpotigensoort uit de familie van de Penaeidae. De totale lengte van het dier is maximaal 152 mm (man) of 205 mm (vrouw).
De wetenschappelijke naam van de soort is voor het eerst geldig gepubliceerd in 1967 door Pérez Farfante.

## Levenswijze
De soort leeft in het westelijk deel van de Atlantische oceaan, in modderige of zandige omgeving in zout water op dieptes van 1-19 meter. Juveniele dieren leven in estuaria.

## Visserij
De soort wordt bevist in zijn hele verspreidingsgebied, vaak als bijvangst bij andere garnalenvisserij.